# Discographie de Diam's
La discographie de Diam's, rappeuse française, comprend l'ensemble des disques et singles publiés durant sa carrière musicale.

## Albums

### Albums studio
| Année | Album          | Meilleure position | Meilleure position | Meilleure position | Meilleure position | Certification |
| Année | Album          | France             | Belgique (Wa)      | Suisse             | France (TL)1       | Certification |
| ----- | -------------- | ------------------ | ------------------ | ------------------ | ------------------ | ------------- |
| 1999  | Premier mandat | -                  | -                  | -                  | -                  |               |
| 2002  | 1980           | -                  | -                  | -                  | -                  |               |
| 2003  | Brut de femme  | 7                  | 45                 | -                  | -                  | Or            |
| 2006  | Dans ma bulle  | 1                  | 3                  | 19                 | -                  | 3 × Platine   |
| 2009  | SOS            | 1                  | 6                  | 18                 | 1                  | 2 × Platine   |

### Best of
- 2006 : Les 10 Ans d'une Diam's

### Albums/DVD lives
- 2004 : Ma vie / Mon live
- 2007 : Au tour de ma bulle

## Singles
| 1999                      | Rien à foutre                                                                     | -  | -  | -  | -  |         |
| 2000                      | Saïd Et Mohamed                                                                   | -  | -  | -  | -  |         |
| 2002                      | Pogo                                                                              | -  | -  | -  | -  |         |
| 2002                      | Un Peu De Respect (Lady Laistee feat. Diam's)                                     | 90 | -  | -  | -  |         |
| 2003                      | DJ                                                                                | 2  | 1  | 16 | -  | Platine |
| 2003                      | Incassables                                                                       | 31 | 8  | 29 | -  |         |
| 2004                      | Évasion (Diam's feat. China)                                                      | 29 | 31 | 45 | -  |         |
| 2006                      | La boulette (Génération nan nan),                                                 | 1  | 1  | 12 | 2  |         |
| 2006                      | Jeune demoiselle,                                                                 | 4  | 3  | 20 | 3  | Platine |
| 2007                      | Ma France à moi                                                                   | 11 | 12 | -  | -  |         |
| 2009                      | I Am Somebody                                                                     | -  | -  | -  | -  |         |
| 2009                      | Enfants du désert,                                                                | -  | 21 | 80 | 6  |         |
| 2010                      | Cœur de bombe                                                                     | -  | -  | -  | 43 |         |
| 2010                      | Peter Pan                                                                         | -  | -  | -  | -  |         |
| En tant qu'artiste invité |                                                                                   |    |    |    |    |         |
| 2003                      | Un peu de respect (Lady Laistee feat. Diam's)                                     | 90 | -  | -  | -  |         |
| 2003                      | Promise (clip vidéo réalisé par J.G Biggs) (Kamnouze vs. Diam's feat. Jango Jack) | 50 | -  | -  | -  |         |
| 2004                      | Relève la tête (Kery James feat. Diam's, Passi, Matt & Kool Shen)                 | 39 | -  | -  | -  |         |
| 2006                      | Les mains en l'air (Admiral T feat. Diam's)                                       | 29 | -  | 76 | -  |         |
| 2006                      | Non c'sera non (omri omri) (Cheb Mami feat. Diam's et Leslie)                     | 30 | -  | -  | -  |         |

### Apparitions
- 1997 : Mafia Trece feat. Diam's - Rencontre du 13e type sur l'album de la Mafia, Cosa Nostra
- 1997 : Mafia Trece feat. Diam's - Je plaide pour la rue sur l'album de la Mafia, Cosa Nostra
- 1998 : Diam's - Extrême minée sur la compilation Sachons dire NON Vol.1
- 1998 : Driver feat. Diam's, Dany Dan & KDD - On fout le dawa sur l'album de Driver, Le Grand Schelem
- 1998 : Diam's - Un gramme de finesse sur la compilation La Rencontre de Paris à New York
- 1998 : Ul Team Atom feat. Diam's - Son haut de gamme sur la mixtape d'Ul Team Atom, At home 1er volet
- 1999 : Diam's feat. Sinik - On dit sur la compilation 2000-1
- 1999 : Diam's - Public sur la compilation Le Groove prend le maki
- 1999 :  Diam's - Freestyle sur la compilation Néochrome Vol.2
- 1999 : Diam's feat. Disiz & Deeda (Code 147) - L'impasse sur la compilation Banque de sons Vol.1
- 1999 : La Legion & Diam's - Freestyle sur la mixtape Sang D'encre
- 1999 : Diam's feat. Driver - Drôle de bizz sur la compilation Collectif rap vol.2 - de Paris à Marseille
- 2000 : Diam's - Said et Mohamed sur la compilation L'Hip Hopee Vol.1
- 2000 : Diam's feat. Antilop Sa - Avec des si sur la compilation Nouvelle Donne 2
- 2000 : Zahariya feat. Diam's - D'où je viens sur la compilation La Squale
- 2000 : Diam's feat. Eloquence & John Gali - Vue d'ici sur la BO du film Old School
- 2000 : Sinik feat. Diam's - Rien à arroser sur le maxi de Sinik, Malsain
- 2000 : Diam's feat. Black'Boul (Triptik) sur la mix-tape Passé, présent futur
- 2000 : Code 147 feat. Diam's & Disiz - L'impasse sur l'album de Code 147, Street Réalité
- 2001 : Sniper Feat Diam's - J'aime pas sur la compilation What's the flavor
- 2001 : Diam's feat. Sinik & Philo - Tout est écrit sur la compilation Révélations 2001
- 2001 : Triptik feat. Diam's - Le Décompte sur l'album de Triptik, Microphonorama
- 2001 : Diam's feat. Princess Aniès & China Moses - Qui pourrait me dire sur la compilation Mission suicide
- 2001 : Diam's - Suzy sur la compilation Original Bombattak
- 2001 : Diam's feat. Don Choa - Pourquoi t'en as pas mis sur la compilation Sur un air positif
- 2001 : Diam's feat. Disiz - L'impasse sur la compilation Banque de sons
- 2001 : Sinik feat. Diam's - Rien à arroser sur le maxi de Sinik, Malsain
- 2001 : Sinik feat. Diam's - La rime qui blesse sur le maxi de Sinik, Malsain
- 2001 : Yezi L'escroc feat. Diam's - Il en faut peu sur l'album de Yezi L'escroc, Les Choses de la vie
- 2001 : K-Reen feat. Diam's - Casanova sur l'album de K'Reen, Dimension
- 2001 : Diam's - La rage dans le sang sur la compilation Dis l'heure 2 rime
- 2002 : Alibi Montana feat. Diam's, Philo & Sim'K - Tout est écrit sur la compilation Mandat de dépôt
- 2002 : Diam's - Le Rap dans le sang sur la compilation Dis l'heure 2 Rimes
- 2002 : Monsieur R feat. Diam's, Ol' Kainry, Kamnouze, Tandem, Ärsenik, Youssoupha... - La lutte est en marche sur la compilation Sachons dire non Vol.3
- 2002 : Lady Laistee feat. Diam's - Un peu de respect sur l'album de Lady Laistee, Hip Hop Therapy
- 2002 : Diam's - Mensonge ou vérité sur la BO du film La Vérité si je mens 2
- 2002 : Jalane feat. Diam's - Où le monde va sur l'album éponyme de Jalane
- 2002 : DJ Mehdi feat. Diam's - Partir sur l'album de DJ Mehdi, (The story of) Espion
- 2003 : Doudou Masta feat. Diam's - Bordel sur l'album de Doudou Masta, Mastamorphoze
- 2003 : Kamnouze  feat. Diam's & Jango Jack - Promise sur l'album de Kamnouze, Entends mes images (clip réalisé par J.G Biggs)
- 2003 : Diam's - Où je vais sur la compilation Fat Taf
- 2003 : Sniper Feat Haroun, Manokid Mesa, L'Skadrille, Sinik & Diam's, Salif & Zoxea, Tandem, 113 - Panam All Stars sur l'album de Sniper, Gravé dans la roche
- 2003 : Diam's - Oups sur la BO du film Double Zéro
- 2003 : Pit Baccardi feat. Diam's & Yousra/Altesse - Oublie sur la compilation Double Face Vol.5
- 2003 : Diam's - Vivre sans ça sur la BO du film Taxi 3
- 2003 : Diam's - A quand mon heure sur la compilation Talents Fachés Vol.1
- 2003 : Diam's feat. Varioust Artist (???) - Algérie Solidarité
- 2003 : Willy Denzey feat. Diam's - Ma gueule sur l'album de Willy Denzey, Number One
- 2003 : OSFA feat. Diam's & L'Skadrille - Cocktail explosif sur le EP d'OSFA, 95 sang
- 2004 : China Moses feat. Diam's - Combien de fois sur l'album de China, Good Lovin
- 2004 : Cunnie Williams feat. Diam's - Victims of my lust sur l'album de Cunnie Williams, Inside my soul
- 2004 : Kery James feat. Diam's, Lino, Kool Shen, Leeroy, Passi, Matt, Le Rat Luciano, Daomen... - Relève la tête sur la compilation Savoir & vivre ensemble
- 2004 : Kery James Feat Diam's & Disiz - L’Amour Véritable sur la compilation Savoir & vivre ensemble
- 2004 : Diam's feat. Kennedy - Parce que le monde sur la compilation Street Lourd Hall Stars
- 2004 : Layone feat. Diam's, Lino, Kamnouze & K'Fear - Un monde meilleur sur l'album de Layone, Un monde meilleur
- 2004 : Diam's - Cause à effet sur la BO du film Banlieue 13
- 2004 : Diam's feat. Teddy Corona - Déterminé sur la compilation Talents fâchés Vol.2
- 2004 : Diam's - Toujours cette même môme sur la mixtape Têtes brûlées Vol.1
- 2004 : Diam's - Générations de barge sur la BO du film Les 11 commandements
- 2004 : Diam's - Maladif sur la compilation Ensemble contre le sida
- 2004 : Diam's - Madame France sur la compilation On revient choquer la France
- 2005 :Chanter qu'on les aime, écrit et composé par Corneille, chanté par lui et Calogero, Bénabar, Chimène Badi, Willy Denzey, Diam's, Lokua Kanza, Jenifer, Yannick Noah, Matt, Matthieu (Linkup), Nâdiya, Nolwenn Leroy, Florent Pagny, Natasha Saint-Pier, Singuila, Diane Tell, Tété et Tragédie (groupe). Les bénéfices du single ont été reversés à AMADE (Association mondiale des amis de l'enfance).
- 2005 : Diam's feat. Sniper - J'aime pas sur la compilation Funky Maestro All Starz
- 2005 : Tandem feat. Diam's, Tunisiano, Lino, Faf Larage, Kery James & Kazkami - Le Jugement sur l'album de Tandem, C'est toujours pour ceux qui savent
- 2005 : Sinik feat. Diam's - Le Même Sang sur l'album de Sinik, La main sur le cœur
- 2005 : Intouchable feat. Diam's - Honneur aux dames sur l'album d'Intouchable, La vie de rêve
- 2005 : Kery James Feat Diam's - Sincérité sur l'album de Kery James, Ma vérité
- 2005 : Diam's - Oups sur la B.O. du film Double Zéro
- 2005 : Anggun feat. Diam's - Juste une femme sur l'album de Anggun, Luminiscence
- 2005 : Diam's - Donne leur la vibe sur la compilation Dis leur 2 Ragga
- 2005 : Rohff feat. Diam's - Trop dangereux sur l'album de Rohff, Au-delà de mes limites
- 2005 : Assia feat. Diam's - Politiquement correct sur l'album d'Assia, Encore et encore
- 2005 : Diam's - La Gomme sur la Mixtape Illicite Projet produit par Médeline
- 2006 : Admiral T feat. Diam's - Les Mains en l'air sur l'album d'Admiral T, Toucher l'horizon
- 2006 : Diam's - Warm it up sur la mixtape Mixtape Evolution
- 2006 : Dontcha feat. Diam's & Sinik - Ghetto Street sur le Street CD de Dontcha, État Brut
- 2006 : Cheb Mami feat Diam's - Non c'sera non sur la compilation Rai'N'B Fever Vol.2
- 2006 : Laure Milan feat. Diam's - Comme un diamant sur l'album de Laure Milan, L.aime
- 2007 : Diam's feat. Taïro - Qui on appelle sur la B.O. du film Taxi 4
- 2007 : Soprano feat. Diam's - Mélancolique anonyme sur l'album de Soprano, Puisqu'il faut vivre
- 2007 : Diam's feat. Djlis, Akhenaton, Bomberman, Nina, B2G & Mc Real - Morts pour rien sur la compilation Morts pour rien
- 2007 : Mokobé feat. Diam's - Nuit de flammes sur l'album de Mokobé, Mon Afrique
- 2007 : Diam's feat. Heckel & Geckel, Youssoupha, Pit Baccardi, Smoker, Kamel L'ancien, Jacky Brown, Kery James, Kalash l'Afro, Ikbal Vockal, Seth Gueko, Salif & Mac Tyer - On ne sait pas abandonner en hommage à l'émission Couvre Feu
- 2007 : Amel Bent feat. Diam's - À 20 ans sur l'album d'Amel Bent, À 20 ans
- 2007 : Youssoupha feat. Diam's - Les Meilleurs Ennemis sur l'album de Youssoupha, À chaque frère
- 2007 : Alibi Montana feat. Diam's - Loin des yeux, loin du cœur sur l'album d'Alibi, Inspiration guerrière
- 2007 : Bakar feat. Diam's - Devant ma fenêtre sur l'album de Bakar, La Rose du béton
- 2007 : Sinik feat. Diam's - Né sous 'X' sur l'album de Sinik, Le Toit du monde
- 2007 : Lady Sweety feat. Diam's - Pas Le Temps' sur l'album de Lady Sweety, Dance-Hall
- 2008 : Demon One feat. Diam's - On verra sur l'album de Demon One, Démons & merveilles
- 2008 : Diam's - Intro sur la compilation Fat Taf 2
- 2008 : Diam's feat. Jeff Le Nerf - Tous les mêmes (sur la compilation Self Défense)
- 2008 : Zazie feat. Diam's - J'étais là (live 2007) (sur l'album de Zazie, Zest of)
- 2009 : Stress feat. Diam's - Plus rien ne me touche (sur l'album de Stress Des rois, des pions et des fous)
- 2009 : Rim'K feat. Diam's - Le Dicton du bled (sur l'album de Rim'K Maghreb United)
- 2009 : Dry feat. Diam's - Vice versa (sur l'album de Dry), Les derniers seront les premiers
- 2009 : K.ommando Toxic feat. Diam's - Destin mal noté (sur l'album éponyme du K.ommando Toxic)
- 2009 : Vitaa feat. Diam's - Voir le monde d'en haut (sur l'album Celle que je vois)
- 2011 : Diam's feat. OGB - L'angoisse
- 2011 : Daddy Lord C feat. Diam's - Donnant Donnant